# Argiésans
Argiésans ist eine französische Gemeinde mit 595 Einwohnern (Stand: 1. Januar 2022) im Territoire de Belfort in der Region Bourgogne-Franche-Comté. Die Bewohner werden Argiésanais und Argiésanaises genannt.
Die Gemeinde erhielt 2023 die Auszeichnung „Drei Blumen“, die vom Conseil national des villes et villages fleuris (CNVVF) im Rahmen des jährlichen Wettbewerbs der blumengeschmückten Städte und Dörfer verliehen wird.

## Geographie
Argiésans liegt auf 349 m Höhe, etwa fünf Kilometer südwestlich der Stadt Belfort (Luftlinie). Das Dorf erstreckt sich im Bereich der Burgundischen Pforte, in einer weiten Mulde westlich des Tals der Savoureuse und ihres Seitenflusses Douce, zwischen den Höhen von Grand Bois im Süden und Bois du Mont im Westen.
Die Fläche des 2,73 km² großen Gemeindegebiets umfasst einen Abschnitt der leicht gewellten Landschaft im Bereich der Burgundischen Pforte (Trouée de Belfort). Der zentrale Teil des Gebietes wird von der Senke von Argiésans eingenommen, die durchschnittlich auf 350 m liegt und eine Breite von 1,5 km aufweist. Sie wird als Acker- und Wiesland landwirtschaftlich genutzt. Für die Entwässerung nach Osten zur Douce (Zufluss der Savoureuse) sorgt der Dorfbach Rupt, der im Trou Gavoillot entspringt. Nach Osten reicht der Gemeindeboden bis an den Wasserlauf der Douce. Flankiert wird die Senke von Argiésans von waldigen Höhen: Im Südosten vom Fays (390 m), im Westen vom Bois du Mont, auf dem mit 440 m} die höchste Erhebung von Argiésans erreicht wird, und im Norden von der Anhöhe von Bavilliers (bis 382 m).
Nachbargemeinden von Argiésans sind Bavilliers im Norden, Andelnans und Botans im Osten, Dorans und Banvillars im Süden sowie Urcerey im Westen.

## Geschichte
Erstmals urkundlich erwähnt wird Argiésans im Jahr 1024. Es war Hauptort der Meierei Bas-Rosemont, die zur Herrschaft Rosemont gehörte. Zunächst im Einflussbereich der Herren von Montbéliard stehend, gelangte Argiésans Mitte des 14. Jahrhunderts unter die Oberhoheit der Habsburger. Zusammen mit dem Sundgau kam das Dorf mit dem Westfälischen Frieden 1648 an die französische Krone. Seit 1793 gehörte Argiésans zum Département Haut-Rhin, verblieb jedoch 1871 als Teil des Territoire de Belfort im Gegensatz zum restlichen Elsass bei Frankreich. Seit 2000 war Argiésans zunächst Teil des Gemeindeverbandes Communauté d’Agglomération Belfortaine, der 2017 in der Grand Belfort Communauté d’Agglomération aufging.

### Bevölkerungsentwicklung
| Jahr                       | 1962 | 1968 | 1975 | 1982 | 1990 | 1999 | 2007 | 2020 |
| Einwohner                  | 137  | 112  | 188  | 202  | 286  | 381  | 444  | 540  |
| Quellen: Cassini und INSEE |      |      |      |      |      |      |      |      |

Mit 595 Einwohnern (1. Januar 2022) gehört Argiésans zu den kleinen Gemeinden des Départements Territoire de Belfort. Nachdem die Einwohnerzahl in der ersten Hälfte des 20. Jahrhunderts stets im Bereich zwischen 110 und 150 Personen gelegen hatte, wurde seit Beginn der 1970er Jahre ein kräftiges Bevölkerungswachstum verzeichnet. Seither hat sich die Einwohnerzahl mehr als vervierfacht.

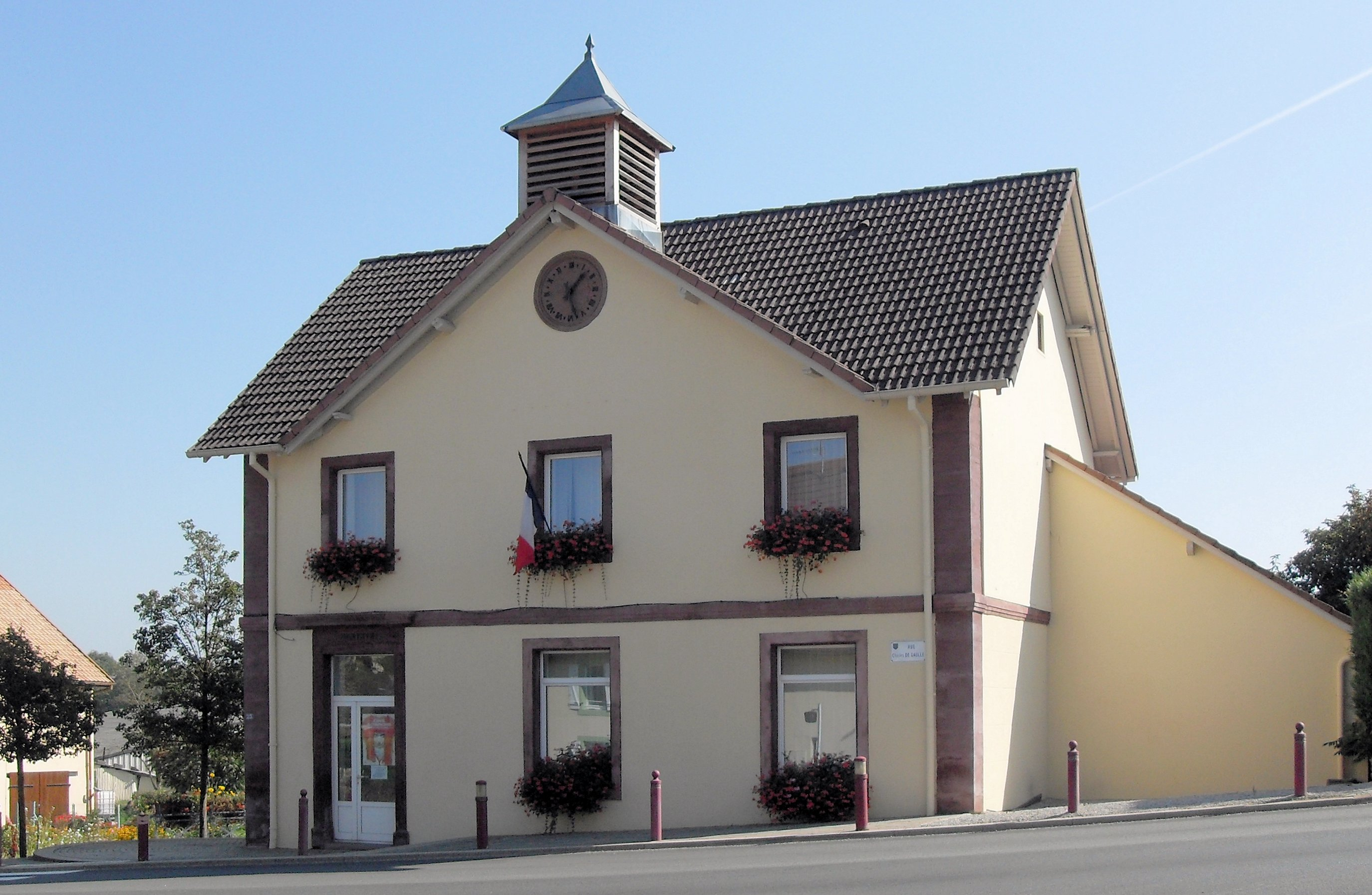
Bürgermeisteramt (Mairie)
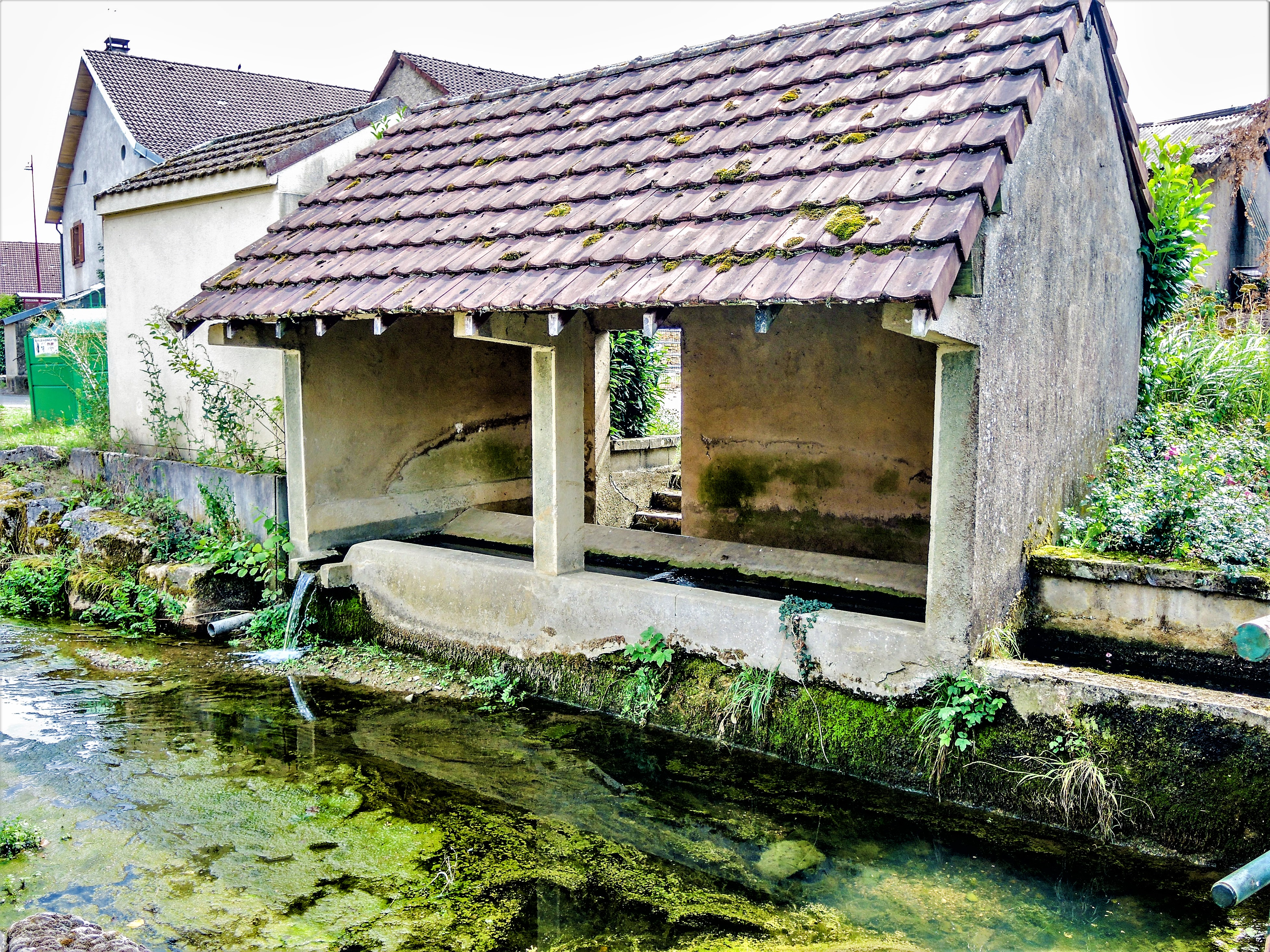
Ehemaliges öffentliches Waschhaus

## Wirtschaft und Infrastruktur
Argiésans war bis weit ins 20. Jahrhundert hinein ein vorwiegend durch die Landwirtschaft (Ackerbau, Obstbau und Viehzucht) geprägtes Dorf. Seit Mitte der 1980er Jahre hat sich an der Gemeindegrenze mit Bavilliers eine größere Gewerbe- und Industriezone entwickelt. Hier haben sich verschiedene Unternehmen des Baugewerbes, Reinigungsbüros und ein agrochemisches Labor angesiedelt. Daneben gibt es im alten Ortskern einige Betriebe des lokalen Kleingewerbes. Mittlerweile hat sich das Dorf auch zu einer Wohngemeinde gewandelt. Viele Erwerbstätige sind deshalb Wegpendler, die in den anderen Gemeinden der Agglomerationen Belfort und Montbéliard ihrer Arbeit nachgehen.
Die Ortschaft ist verkehrstechnisch gut erschlossen. Sie liegt an der Hauptstraße RN 83, die von Belfort nach Héricourt führt. Der nächste Anschluss an die Autobahn A 36 befindet sich in einer Entfernung von ungefähr fünf Kilometern. Weitere Straßenverbindungen bestehen mit Banvillars und Urcerey. Mit der Stadt Belfort ist Argiésans durch eine Buslinie verbunden.